# Jens Østerholm
Jens Østerholm f. Jensen (25. april 1928 i Hvissinge, Glostrup – 13. november 2006) var en dansk skuespiller.
Jens Østerholm var typograf og blev elev på Odense Teater. Han skiftede til Det Kongelige Teaters elevskole, hvor han blev uddannet i 1954. Han var engagement på Odense Teater til 1960, hvorefter han kom til Allé Scenen. I midten af 1960'erne var han nogle år tilknyttet svensk tv-teater og flittigt brugt der. Derefter var Østerholm ansat på Det Kongelige Teater, Aalborg Teater og Odense Teater samt en række andre teatre.
I begyndelsen af 1960'erne havde han endvidere en lovende karriere som filmskuespiller, men det blev dog mest ved løfterne.

## Filmografi
Jens Østerholm har medvirket i disse film:
- De sjove år – 1959.
- Ullabella – 1961.
- Gøngehøvdingen – 1961 (titelrollen).
- Weekend – 1962.
- Dronningens vagtmester – 1963 (som Gøngehøvdingen).
- To – 1964.
- Kys til højre og venstre – 1969.
- Min søsters børn når de er værst – 1971.
- Farlige kys – 1972.
- Mafiaen, det er osse mig – 1974.

Han har endvidere medvirket i tv-julekalenderene Torvet og Jul på Slottet.